# Api (Arieja)
Api (francès Api) és un municipi francès situat al departament de l'Arieja i a la regió d'Occitània.